# Gaudiya Vaishnava

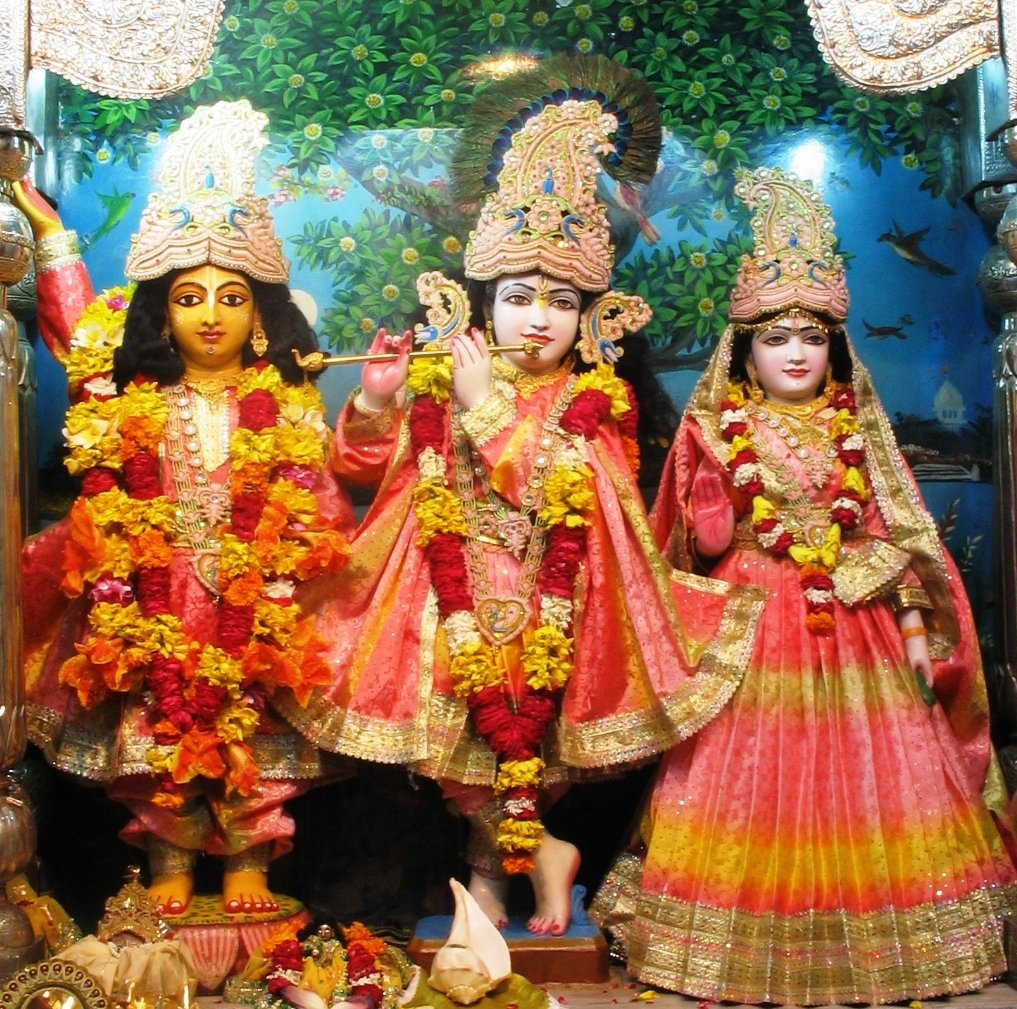
Chaitanya (links) mit Krishna und Radha

Gaudiya Vaishnava (IAST: Gauḍīya Vaiṣṇava) bedeutet auf Sanskrit „bengalischer Vishnuismus“ und bezeichnet eine der Linien der vier vishnuitischen Schulen innerhalb des Hinduismus. Es handelt sich um eine aus Bengalen stammende, missionarisch auftretende Erscheinungsform der Vishnu-Frömmigkeit (Vishnu-Bhakti), welche sich auf Krishna als höchste Verkörperung Vishnus bzw. Gottes konzentriert und großen Wert auf das gemeinschaftliche Singen von Mantras wie dem Hare Krishna-Mantra legt. Begründer der Gaudiya-Vaishnava-Lehre ist der hinduistische Mystiker Chaitanya.
Der bengalische Vishnuismus wurde im 16. Jahrhundert durch den Mystiker Chaitanya Mahaprabhu begründet, der die ekstatische Liebe zu Krishna (Krishna-Bhakti) mittels Kirtan verbreitete, und der im Glauben der Gaudiya-Vaishnava-Tradition als androgyne Doppelinkarnation von Krishna und Radha betrachtet wird.
Chaitanyas Lehre wurde durch eine Gruppe gelehrter Anhänger, den Sechs Goswamis von Vrindavan, zu einer Theologie ausgearbeitet. Gegenstand des frühen bengalischen Vishnuismus waren zunächst Krishna und die Kuhhirtinnen (Gopis); in der späteren Ausprägung der Tradition wurde Chaitanya selbst verehrt. Im Laufe der Zeit wurde der bengalische Vishnuismus brahmanischen Traditionen immer ähnlicher; er brachte eine umfangreiche, zumeist in Sanskrit verfasste Literatur hervor, legte Wert auf die Kenntnis religiöser Schriften (Bhagavad Gita, Bhagavatapurana, Chaitanya Charitamrita) und der auf ihnen beruhenden Kommentierungen und vertrat eine Erblinie von Gurus.

## Merkmale

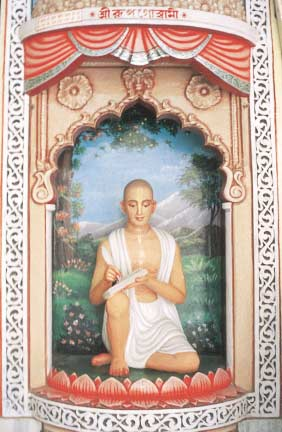
Rupa Goswami

Das größte Alleinstellungsmerkmal der Gaudiya-Vaishnavas im Vergleich zu anderen vishnuitischen Schulen ist die Rasa-Theologie. Diese wurde von Rupa Goswami, einem der Sechs Goswamis von Vrindavan, im 16. Jahrhundert unserer Zeit ausgearbeitet und in seinem Schriftwerk Bhakti-rasamrita-sindhu festgehalten. Die Theologie des Rasa (emotionaler Geschmack) stellt den allmächtigen Aspekt Gottes zugunsten seiner menschlichen Seite in den Hintergrund und betrachtet eine unmittelbare Beziehung zu Gott als Freund, Eltern oder Geliebte als erstrebenswert, während sie eine ehrfürchtige aber distanzierte Beziehung zu Gott als untergeordnet einstuft. Gemäß Rupa Goswami gibt es fünf Haupt-Rasas, die sich in fünf korrespondierenden Beziehungen zu Gott widerspiegeln
Diese sind:
- Liebe in Stille (ohne Ausdruck in Tätigkeit) (śānti-rasa)
- liebevoller Dienst (prīti-rasa)
- Freundschaft (sakhya-rasa)
- elterliche Liebe (vatsalya-rasa)
- eheliche Liebe (madhura-rasa)

Obwohl weltlich anmutend, sind diese Beziehungen keinesfalls mit herkömmlichen Beziehungen gleichzustellen, da sie im Gegensatz zu diesen nicht auf der falschen Identifizierung des Selbst mit dem Körper beruhen, sondern nur erreicht werden können, wenn man seine ursprüngliche spirituelle Form (svarupa) als ewiges Teilchen Gottes erkannt hat. Aus der Rasa-Theologie ergibt sich auch die Alleinstellung Krishnas gegenüber Narayana (Vishnu).
- Nach dem Glauben der Gaudiya Vaishnavas ist Krishna der Aussender aller Avataras (Avatari). Vishnu sei trotzdem nicht als verschieden von Krishna zu sehen und es sei daher auch nicht falsch, ihn als den achten Avatara Vishnus zu bezeichnen.[6]

- Krishna gilt als „die höchste Form Gottes“ (Sanskrit: puruṣottama). Er wird als akhila-rasamrita-murti[7] bezeichnet, da er die Gestalt aller transzendenten Liebesbeziehungen darstellt. Andere „Formen seiner Selbst“ wie etwa Narayana-Vishnu, manifestieren nur einen Teil von Krishnas Fülle an Beziehungsmöglichkeiten. Narayana-Vishnu gilt trotzdem nicht als verschieden von Krishna[6], ist ihm aber in den Beziehungsmöglichkeiten untergeordnet.[8]

- Andere Formen des Göttlichen wie Shiva, Brahma oder Indra werden als Devas, „Gott dienende Götter“ oder Halbgötter und als Krishna untergeordnet betrachtet.

- Krishnas ewige Geliebte, Radha, gilt als dessen göttliche Gefährtin und als Verkörperung der höchsten göttlichen Liebe.

- Als die höchste Verbindung zwischen Gott und Seele gilt die Beziehung, welche der von Liebhaber und Geliebten ähnelt. Der Gaudiya Vaishnava strebt im Allgemeinen danach, sich in die Gemütsstimmung der Kuhhirtinnen (Gopis) von Vrindavan zu versetzen, welche in vollkommener Liebe dem göttlichen Paar Radha-Krishna hingegeben sind.

Die Lehren der Gaudiya Vaishnava stehen im Spannungsverhältnis zum Advaita Vedanta. Begründer der Gaudiya Vaishnava-Tradition ist Chaitanya, der in der Linie der Brahma-Madhva-Schule steht. Bedeutende Vertreter sind Bhaktivinoda Thakura und Bhaktisiddhanta Saraswati Prabhupada, auf deren Lehren sich z. B. nebst vielen anderen Zweigen auch die ISKCON beruft.